# Anna (Fernsehserie)
Anna ist eine sechsteilige deutsche Weihnachtsserie, die vom 25. bis 30. Dezember 1987 im ZDF ausgestrahlt wurde. Die Hauptrollen spielten Silvia Seidel und Patrick Bach.

## Inhalt

### Folge 1
Die Schülerin Anna Pelzer ist Liebling ihres Vaters und Elevin in einer Kinderballettgruppe. Bei einem durch ihren Bruder Philipp leichtsinnig verursachten Autounfall erleidet sie eine Wirbelverletzung. Während die Ärzte ihr gute Chancen auf eine Heilung ausrechnen, ist Anna selbst überzeugt, nicht einmal ihre Arme bewegen zu können. Der schockierte Vater wendet sich von seinem Sohn ab und zieht schließlich aus dem Haus der Familie aus. Anna trifft im Krankenhaus und später in der Reha-Klinik auf den nach einem Skiunfall auf den Rollstuhl angewiesenen Rainer, dem es mit drastischen Methoden gelingt, ihre Blockade zu lösen. Schließlich entdeckt Rainer, dass Annas Leidenschaft dem Tanzen gilt.

### Folge 2
Rainer versucht Anna zu überzeugen, an ihren Traum vom Tanzen zu glauben, doch diese winkt ab. Vater Pelzer verzeiht Philipp und kehrt zu seiner Familie zurück. Annas Heilung macht große Fortschritte. Sie kann die Rehaklinik verlassen und eine neue, besonders kunstfördernde Schule besuchen. Dort lernt sie Siegrid kennen und erregt zudem das Interesse des Studenten Jacob, der dort Tanz unterrichtet und bereits einige Tage zuvor nach einer Aufführung des Prometheus mit Anna Bekanntschaft machte. Er möchte mit ihr trainieren, doch Annas Orthopäde ist zunächst gegen den anspruchsvollen Sport. Diese vergräbt sich daraufhin und vernachlässigt Rainer. Doch schließlich ändert der Arzt seine Meinung. Glücklich berichtet Anna ihrem Freund davon, dass sich ihr Traum nun doch erfüllen wird.

### Folge 3
Anna soll den Hauptpart in der Weihnachtsaufführung ihrer Schule tanzen. Während sie den Neid der anderen Mädchen fürchtet und der Direktor der Schule, Dr. Fabian, nicht überzeugt ist, dass es sinnvoll sei, sie so bevorzugt zu behandeln, ist Jacob von ihrem Talent überzeugt. Kurzerhand stellt er sie seiner Ballettmeisterin Irena Kralowa vor. Tatsächlich kommt die ehemals gefeierte Balletttänzerin zu Annas Schulauftritt. Während diese von Freunden und Familie gefeiert wird, empfiehlt „die Kralowa“ Annas Eltern, ihre Tochter mehr zu fördern, wenn diese tatsächlich Tänzerin werden wolle.
Als Anna ihren Freund zuhause besucht, muss sie erkennen, dass seine Mutter überfürsorglich ist und keine Ahnung von der Stärke ihres Sohnes zu haben scheint. Rainer freundet sich derweil mit Philipp an, der seine Schwester – ebenso wie Rainer – moralisch unterstützt. Gemeinsam mit Siegrid wechselt Anna auf Kralowas Ballettschule, zunächst jedoch nur zu einem mehrmonatigen Probetraining. Trotz eines deutlichen Schnitzers bei der Aufnahmeprüfung werden Anna und auch Siegrid dort aufgenommen.

### Folge 4
Madame Kralowa, die wegen einer schweren Erkrankung ihre Karriere als Primaballerina aufgeben musste, sieht in Anna ihre Nachfolgerin. Sie beschließt, Anna nach Paris zu einem Nachwuchswettbewerb zu schicken, sehr zu Jacobs Enttäuschung, der nie eine ähnliche Chance erhielt. Gegen den anfänglichen Widerstand ihres Vaters fährt Anna nach Paris und arbeitet dort mit Madame d’Arbanville, Chefjurorin des Wettbewerbs und ehemalige Trainerin von Madame Kralowa. Während ihre Familie und Rainer sie vermissen, beginnt Anna sich für eine Gruppe von Musicaltänzern zu interessieren, die im selben Gebäude trainiert.

### Folge 5
Als Anna ihren Eltern nahelegt, nicht zum Wettbewerb zu kommen, sagen sie ihre Parisreise zähneknirschend ab. Am Vorabend des Wettbewerbes beginnt Anna unter unerträglichen Zahnschmerzen zu leiden, die sie schließlich mit Alkohol „behandelt“. Als Madame Kralowa und Jacob anreisen, ist Anna betrunken. Jacob hat alle Mühe sie rechtzeitig nüchtern zu bekommen, doch Annas Auftritt wird ein Erfolg: Sie erhält ein Stipendium an der Pariser Oper. Als Jacob sie später im Überschwang küsst, werden sie von Madame Kralowa überrascht, die ihren Schüler ohrfeigt. Eifersüchtig und verletzt verabschiedet sich dieser wenig später von seiner Lehrerin in Richtung London.
Obwohl Anna sauer auf Madame Kralowa ist, kehrt sie mit ihr nach Deutschland zurück, entschlossen, das Stipendium abzulehnen. Als Jacob später noch einmal kurz in Kralowas Schule auftaucht und nach einem flüchtigen Abschied von Anna und ohne weitere Erklärungen abreist, kommt es zwischen der unter Liebeskummer leidenden Tänzerin und ihrer Lehrerin zu einem heftigen Streit, bei dem letztere zusammenbricht und ins Krankenhaus eingeliefert werden muss. Philipp macht sich derweil zunehmend Sorgen um Rainer, der sich zunehmend seltsam verhält und sich in gefährliche Mutproben stürzt.

### Folge 6
Während Madame Kralowa weiterhin sehr geschwächt im Krankenhaus liegt, muss Anna mit Herrn Nierich arbeiten, der seine Kollegin vertritt. Beide mögen sich nicht und kommen nicht miteinander zurecht. Nierich suspendiert Anna, nachdem diese sich für die vom Trainer erniedrigte Siegrid eingesetzt hat. Da Anna jedoch eines der größten Talente ist und die Schule nicht verlassen darf, winkt Nierich ihr mit der Aussicht, bei einer Ballettaufführung von Schwanensee mitzuwirken. Gleichzeitig vermisst sie Jacob, der scheinbar spurlos in London verschwunden ist. Schließlich wird Anna Zeuge, wie Rainer sich bei einer seiner Mutproben in Lebensgefahr bringt. Der gesteht, dass er eifersüchtig auf Jacob ist.
Am Krankenbett von Madame Kralowa trifft Anna Madame d’Arbanville wieder, die sich bereit erklärt, mit ihr für ihren ersten Opernauftritt als kleiner Schwan zu trainieren. Bei einer Fahrt durch die Waschstraße treffen Philipp und Anna zu ihrer Überraschung auf Jacob, der dort offensichtlich nach seinem gescheiterten Londonausflug arbeitet. Er gesteht ihr, nach einem Vortanzen abgelehnt worden zu sein und nun in Kralowas Schule an Nierichs Seite unterrichten zu wollen. Anna zeigt sich enttäuscht von seinem Verhalten.
Am Abend von Annas großem Auftritt macht sich die geschwächte Kralowa trotz Jacobs Bedenken mit ihm auf den Weg in die Oper. Auch Annas Familie sowie Rainer, dessen Mutter und Siegrid verfolgen Annas Auftritt gespannt, der schließlich ein großer Erfolg wird. Doch die Freude wird jäh getrübt, als Anna die Bühne verlässt und die tote Madame Kralowa vorfindet, die während der Vorstellung ihrer Krankheit erlegen ist. An ihrem Grab verabschiedet sich Anna später von ihrer toten Mentorin sowie von Jacob, indem sie ihm einen Schal schenkt, den ihre Mutter einst für ihren ersten Schwarm strickte. Schließlich fragt Rainer, wie sie sich ihre Zukunft nun ausmalt, doch Anna bleibt ihm eine Antwort schuldig und küsst ihn stattdessen.

## Hintergrund
- 1988 kam die Fortsetzung Anna – Der Film in die Kinos.
- Die Buchvorlagen zur Serie (Anna) und zu ihrer Filmfortsetzung (Anna Ballerina) stammen beide von Justus Pfaue. Der ebenfalls von ihm verfasste dritte Band, Bravo, Anna, wurde nicht verfilmt. In diesem Buch wird ihr Leben in New York geschildert, dann der Wechsel nach Wien, wo sie mit einem offenbar psychisch kranken Partner namens Richard zusammenarbeiten muss, der sich schließlich als Sohn von Annas ehemaliger Ballettlehrerin Kralowa entpuppt.
- Das Musikstück My Love Is a Tango von Guillermo Marchena, das in der Serie vielfach verwendet wurde, landete auf Platz 1 der deutschen Charts.
- Die Serie wurde nach ihrer Erstausstrahlung mehrmals wiederholt, u. a. ab Neujahr 1989 und meist jährlich zu Weihnachten. Die Folgen waren auch zu Weihnachten 2011 auf 3sat und ZDFneo, der Spielfilm im Dezember 2010 und anlässlich des Todes von Silvia Seidel im August 2012 auf ZDFneo zu sehen. Zu Ostern 2012 sendete ZDFneo die Serie in zwei Blöcken, in denen jeweils drei Folgen zusammengeschnitten waren. Im Rahmen des "3satThementags: Tanzfieber" wiederholte 3sat die Serie am 21. Juni 2025.

## Kritiken
„Eine ernsthafte und einfühlsame, mitunter aber recht sentimentale Bebilderung von Jungmädchenträumen. Tugenden wie Fleiß und Disziplin werden ebenso nachdrücklich hervorgehoben wie der Konflikt zwischen Karriere und Durchsetzungsvermögen und damit verbundene private Defizite. Formal mäßige Unterhaltung insbesondere für ein jugendliches Publikum. Der Erfolg der Serie zog einen Kinofilm gleichen Titels nach sich, der die Geschichte fortschreibt.“

## Hörspiele
Zur Serie existieren Hörspiele, die auf den originalen Tonspuren basieren. Den Part des Erzählers übernahm Christian Wolff. Es erschienen zudem zwei Folgen, die von der TELDEC Schallplatten GmbH herausgegeben wurden.